# Sal de mi piel
"Sal de Mi Piel" é uma canção da cantora e compositora mexicana Belinda. Gravada para o seu terceiro álbum de estúdio Carpe Diem (2010). A sua gravação decorreu em 2009 nos estúdios Metropolis, em Londres, Inglaterra. A sua primeira reprodução ocorreu em janeiro de 2009 com pequenos excertos utilizados em um comercial promocional que anunciava a data da edição do disco, no qual se podia ouvir uma linha proeminente da obra, "A espera terminou". O single foi composto por ela em letra e melodia, para promover a novela Camaleones (2009-2010).
A canção deriva de origens estilísticas da música pop e rock, sendo que o seu arranjo musical consiste no uso de sintetizadores e ainda em acordes de guitarra. Liricamente, o tema retrata a comparação entre a procura do amor e um jogo.  "Sal de Mi Piel" recebeu análises positivas por parte dos profissionais, sendo que alguns consideraram que a sua melodia adicionava variedade à sonoridade do álbum e outros prezaram o uso acrescido de rock.

## Informação

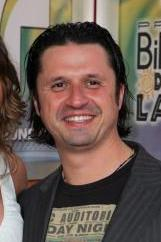
fotografia del productor mexicano Aureo Baqueiro

A canção foi produzida por Aureo Baqueiro e gravada em Los Angeles. Foi lançada em 18 de agosto de 2009 simultâneamente nas rádios do México, Argentina, Estados Unidos e Colombia.
"Sal de Mi Piel" é o tema principal da novela Camaleones (2009), protagonizada por Belinda e por Alfonso Herrera. Já pode ser adquirida na forma de download digital, e está presente no disco da cantora. A princípio a música foi composta para o álbum Para Olvidarte de Mí (2009), último da carreira do grupo RBD, mas a música foi descarta, uma vez que o grupo já tinha a track list do disco fechada. Houve rumores de que a canção seria gravada pela cantora Dulce María, em seu disco de estreia, mas no final quem gravou foi a própria Belinda.

## Vídeo musical
O vídeo musical da canção é o tema de abertura da novela Camaleones.

## Lista de faixas
| CD single |                  |                |         |  |
| N.º       | Título           | Compositor(es) | Duração |  |
| 1.        | "Sal de Mi Piel" | Belinda        | 3:29    |  |

| Download digital |                  |                |         |  |
| N.º              | Título           | Compositor(es) | Duração |  |
| 1.               | "Sal de Mi Piel" | Belinda        | 3:29    |  |

## Créditos
Todo o processo de elaboração da canção atribui os seguintes créditos pessoais:
- Belinda – vocalista principal, composição
- Nacho Peregrín - composição
- Aureo Baqueiro - produção

## Charts
A música ocupou o primeiro lugar em downloads digitais no site iTunes México, em menos de 24 horas de ter sido posto a venda, desbancando a Loba de Shakira.